# Diederik van Aalst
Diederik van Aalst, ook wel Dirk van Aalst  (Aalst, 1144 - aldaar, 1166) bijgenaamd het kind van Aalst, was de laatste heer van Aalst.
Diederik was een zoon van Iwein van Aalst en Laureta van de Elzas. Hij huwde Lauretta van Henegouwen, dochter van graaf Boudewijn IV. Hij overleed kinderloos in 1166. De meeste bezittingen gingen naar de graaf van Vlaanderen Filips van de Elzas. Een nota in de huwelijksakte van zijn vader bepaalde immers dat wanneer de graaf van Aalst geen nakomelingen meer had, de heerlijkheid in handen viel van de graaf van Vlaanderen. Hij werd het kind van Aalst genoemd, wegens zijn jeugdige leeftijd van overlijden, hij overleed op leeftijd 22. Zijn standbeeld bevindt zich op het gebiedshuisje van het schepenhuis. Diederik volgde Iwein op op leeftijd 1, vanwege het overlijden van Iwein van Aalst.
1. ↑  (en) Het gebiedshuisje van het belfort. Mijn Stad (12 oktober 2021). Gearchiveerd op 26 oktober 2021. Geraadpleegd op 26 oktober 2021.